# Ultraleichtfluggelände Sulz

i7
i11
i13
Das Ultraleichtfluggelände Sulz, auch als Ultraleichtfluggelände Sulz a. N. oder Ultraleichtfluggelände Sulz Kastell bezeichnet, liegt in der Stadt Sulz am Neckar im Landkreis Rottweil in Baden-Württemberg. Der Platzhalter und Betreiber ist die Flugsportgruppe Sulz am Neckar e. V.

## Lage
Das Ultraleichtfluggelände liegt etwa 2 km südlich von Sulz am Neckar.

## Flugbetrieb
Das Ultraleichtfluggelände besitzt eine Betriebsgenehmigung für Ultraleichtflugzeuge. Es ist mit einer 310 m langen und 30 m breiten Start- und Landebahn aus Gras (Richtung 04/22) ausgestattet. Es dient der Ausübung des Ultraleichtflugsportes durch Mitglieder des Platzhalters. Nicht am Platz ansässige Luftfahrzeuge benötigen eine Genehmigung des Platzhalters, um in Sulz starten und landen zu dürfen (PPR).

## Geschichte
Das Ultraleichtfluggelände Sulz wurde ursprünglich am 10. November 1988 genehmigt. Es besaß zu diesem Zeitpunkt eine 275 m lange und 30 m breite Start- und Landebahn (Richtung 13/31), die auf einem Gelände westlich des Industriegebietes im Stadtbezirk Sulz-Kastell lag. Der Platzhalter war Karl-Heinrich Schaumann. Die Flugsportgruppe Sulz am Neckar e. V. wurde 1989 gegründet. Die derzeit gültige Genehmigung für das östlich des Industriegebiets liegende Ultraleichtfluggelände wurde am 3. September 1992 erteilt.

## Zwischenfälle
Am 11. Juni 2022 startete um 15:29 Uhr ein Ultraleichtflugzeug des Typs ProFe Banjo MH vom Ultraleichtfluggelände Sulz zu einem lokalen Rundflug. Das Ultraleichtflugzeug kehrte nicht zur Landung zurück. Am frühen Abend alarmierte die Ehefrau des 56-jährigen Piloten die Rettungskräfte. Gegen 19:30 Uhr wurde das abgestürzte Ultraleichtflugzeug 2 km westsüdwestlich des Ultraleichtfluggeländes in einem Rapsfeld gefunden. Beim Eintreffen der Rettungskräfte konnte nur noch der Tod des Piloten festgestellt werden. Die Unfallursache blieb ungeklärt.